# عشاء الأم الممتع
عشاء الأم الممتع (بالإنجليزية: Fun Mom Dinner)‏ هو فيلم كوميدي أمريكي من إنتاج سنة 2017 ومن إخراج أليثيا جونس وبطولة توني كوليت ومولي شانون وبريجيت إيفيريت وكاتي أسيلتون وادم سكوت وآدم ليفين. تم عرض الفيلم لأول مرة في مهرجان صاندانس السينمائي في سنة 2017. تتكلم قصة الفيلم عن 4 أمهات يخرجون في عشاء مشترك في ليلة لكنهن بعد تحدث لهن أشياء غير متوقعة.

## البطولة
- توني كوليت بدور كيت
- كاتي أسيلتون بدور إيميلي
- بريجيت إيفيريت بدور ميلاني
- مولي شانون بدور جيمي
- ادم سكوت بدور توم
- ادم ليفين بدور لوك
- روب هوبل بدور أندرو
- بول راست بدور باري
- سام ليرنر بدور أليكس
- كاثرين بريسكوت بدور زو
- بول رود بدور برادي
- ديفيد واين بدور واين
- جون إيرلي بدور ألفريد
- جيسيكا شفين بدور جين
- جيسي إينيس بدور فرانسسكا

## التقييم
حصل الفيلم على تقييم 35% في موقع الطماطم الفاسدة وقد صب انتقاد النقاد على القصة وأحداث الفيلم.

## وصلات خارجية
- عشاء الأم الممتع على موقع IMDb (الإنجليزية)
- عشاء الأم الممتع على موقع ميتاكريتيك (الإنجليزية)
- عشاء الأم الممتع على موقع روتن توميتوز (الإنجليزية)
- عشاء الأم الممتع على موقع نتفليكس (الإنجليزية)
- عشاء الأم الممتع على موقع قاعدة بيانات الأفلام العربية
- عشاء الأم الممتع على موقع ألو سيني (الفرنسية)
- عشاء الأم الممتع على موقع Turner Classic Movies (الإنجليزية)
- عشاء الأم الممتع على موقع أول موفي (الإنجليزية)
- عشاء الأم الممتع على موقع فيلمافينيتي (الإسبانية)
- عشاء الأم الممتع على موقع قاعدة بيانات الفيلم (الإنجليزية)
- عشاء الأم الممتع على قاعدة بيانات الأفلام على الإنترنت